# GagaOOLala
GagaOOLala是總部設於臺灣、且在多國提供的OTT服務平台，提供內容為以LGBT為題材的電影、電視電影與電視劇集，成立於2016年，並於2017年開通會員訂閱服務。
GagaOOLala訂閱業務提供範圍從成立初期的台灣、港澳以及東南亞逐步開放到世界各國，目前亞洲僅剩中華人民共和國與北韓無法訂閱；截至2021年4月，GagaOOLala已開通全球215個國家的訂閱服務。除了外購影視作品之外，GagaOOLala也致力於製作原創作品，包括劇集、電影長片、短片、紀錄片等。

## 名稱
GagaOOLala名稱裡的"Gaga"與"Lala"分別代表漢語語境裡的男同志與女同志，而中間的"OO"則是取自法語的"或是"（ou）的發音。

## 原創內容
| 年份 | 名稱                          | 類型     | 上架日期       | 備註             |
| ---- | ----------------------------- | -------- | -------------- | ---------------- |
| 2017 | 《他和他的心旅程》            | 劇情長片 | 2017年10月27日 |                  |
| 2018 | 《酷兒台灣》                  | 紀錄片   | 2018年1月12日  |                  |
| 2019 | 《帥T空姐》                   | 劇集     | 2019年10月25日 |                  |
| 2020 | 《偷一段幸福》                | 短片     | 2020年2月14日  |                  |
| 2020 | 《三人行不行》                | 短片     | 2020年2月14日  |                  |
| 2020 | 《我是香香多桑》              | 短片     | 2020年2月14日  |                  |
| 2020 | 《孤鳥還鄉》                  | 短片     | 2020年2月14日  |                  |
| 2020 | 《迷你鳥》                    | 短片     | 2020年2月14日  |                  |
| 2020 | 《我的靈魂是愛做的》          | 劇情長片 | 2020年3月27日  | 先於台灣院線上映 |
| 2020 | 《同愛一家》                  | 紀錄片   | 2020年5月20日  |                  |
| 2020 | 《愛無所禁》                  | 劇集     | 2020年7月9日   | 菲律賓           |
| 2020 | 《戀愛完成式2》               | 劇情長片 | 2020年11月23日 | 泰國             |
| 2021 | 《戀愛無名氏》第1季           | 劇集     | 2021年4月9日   | 泰國             |
| 2021 | 《酷蓋爸爸》第1季             | 劇集     | 2021年4月23日  |                  |
| 2021 | 《愛．殺》                    | 劇情長片 | 2021年5月12日  | 先於台灣院線上映 |
| 2021 | 《親親壞姊妹》                | 短片     | 2021年7月2日   |                  |
| 2021 | 《戀愛無名氏》第2季           | 劇集     | 2021年7月23日  | 泰國             |
| 2021 | 《小光》                      | 短片     | 2021年8月13日  |                  |
| 2021 | 《看不見攻擊的程式》          | 短片     | 2021年8月27日  |                  |
| 2021 | 《無邪》                      | 劇集     | 2021年9月24日  |                  |
| 2021 | 《聽不見的距離》              | 短片     | 2021年10月22日 |                  |
| 2021 | 《第一次遇見花香的那刻》      | 劇集     | 2021年11月12日 |                  |
| 2021 | 《安可瑪莎》                  | 短片     | 2021年12月10日 |                  |
| 2021 | 《日光樹影》                  | 短片     | 2021年12月17日 |                  |
| 2021 | 《香草抹茶》                  | 劇情長片 | 2021年12月24日 | 日本             |
| 2021 | 《末日激情倒数》              | 劇集     | 2021年12月31日 | 菲律賓           |
| 2022 | 《酷蓋爸爸》第2季             | 劇集     | 2022年8月8日   |                  |
| 2023 | 《男生男生配》                | 綜藝     | 2023年10月14日 |                  |
| 2024 | 《25時，赤坂見》              | 劇集     | 2024年4月18日  | 日本             |
| 2024 | 《第一次遇見花香的那刻》第2季 | 劇集     | 未定           |                  |

## 中華人民共和國封鎖
依據GreatFire測試，其網站在中華人民共和國被當局的防火长城封鎖，即當地網民無法正常訪問該網站，2022年4月或更早起至今被封鎖。

## 外部連結
- GagaOOLala（繁體中文）